# فيرنر هاس (عازف بيانو)
فيرنر هاس (بالألمانية: Werner Haas)‏ هو عازف بيانو ألماني، ولد في 3 مارس 1931 في شتوتغارت في ألمانيا، وتوفي في 11 أكتوبر 1976 في نانسي في فرنسا بسبب حادث مرور.

## وصلات خارجية
- فيرنر هاس على موقع ميوزك برينز (الإنجليزية)
- فيرنر هاس على موقع أول ميوزيك (الإنجليزية)
- فيرنر هاس على موقع ديسكوغز (الإنجليزية)